# Acentrogobius janthinopterus
 Acentrogobius janthinopterus  es una especie de pez de la familia de los Gobiidae en el orden de los Perciformes.

## Morfología
Los machos pueden llegar a alcanzar los 12,5 cm de longitud total.

## Hábitat
Es un pez de Clima tropical y asociado a los arrecifes de coral. 

## Distribución geográfica
Se encuentran en Indonesia, Australia Occidental

## Observaciones
Es inofensivo para los humanos. 